# 日本地域医療学会
一般社団法人日本地域医療学会（いっぱんしゃだんほうじん にほんちいきいりょうがっかい、Japanese Association of Community Healthcare、略称JACH）は、地域における保健・医療・福祉・介護等とその連携活動に関する調査・研究などを行う日本の一般社団法人である。

## 概要

### 目的
法人は、地域における保健。医療・福祉・介護等とその連携活動に関する調査・研究及び教育、技術の向上、並びにその社会応用の促進を図ることにより、地域公衆衛生の持続可能な発展に寄与し、もって地域住民の健康な生活を支援することを目的とする。

### 実施事業
1. 定期学術集会、講習会、研究等の開催
2. 地域医療に関する専門職の育成
3. 地域医療に関する生涯学習活動の推進
4. 機関誌及び学術図書等の発行
5. 国内外の関係諸団体・諸機関との交流並びに協力活動
6. その他目的を達成するために必要な事業

## 会員
会員の種類は以下のとおりである。
- 正会員：本学会の目的に賛同して入会した医師及び医師以外の個人
- 学生会員：本学会の目的に賛同して入会した個人であって学生である者
- 賛助会員：本学会の事業を賛助するため入会した個人又は団体
- 名誉会員：本学会に顕著な功績があった者で、理事会の推薦に基づき、社員総会の承認を得た個人

学生会員については会員となれる学生は、大学の学部、大学校の学士の学位を取得する過程、短期大学及び高等専門学校の学生並びに専修学校及び各種学校の生徒とする。大学院及び大学校の修士又は博士の学位を取得する過程の学生は除く。

## 沿革
- 2021年9月1日 - 設立される。
- 2022年12月 - 日本地域医療学会 第1回学術集会を東京都千代田区で開催される[3]。
- 2023年12月 - 日本地域医療学会 第2回学術集会を三重県志摩市で開催される[4]。

## アクセス

### 最寄り駅
- 都営地下鉄大門駅
- 東日本旅客鉄道（JR東日本）浜松町駅
- 東京モノレール羽田空港線モノレール浜松町駅